# Nondum concepti
Nondum conceptī (latín: 'todavía no concebidos') o nondum conceptus (latín: todavía no concebido) es un término jurídico, empleado en derecho civil, que hace referencia a aquellas personas que aún no han sido concebidas, y que por tanto carecen de personalidad jurídica y tampoco ocupan posición alguna de titularidad de derechos. Se trata de un mero futurible, es decir, el resultado de un evento que podría llegar a ocurrir pero de lo que no se tiene certeza. Por ejemplo, un nundum conceptus sería el probable futuro hijo de un niño de seis años.

## Derecho Español
En cambio, en derecho español, existen una serie de mecanismos por los cuales se les puede atribuir algunos derechos (de los que no son titulares, y no lo serán hasta que existan). Sucintamente, estos se refieren a ciertas posibilidades en herencias y donaciones (por ejemplo, se podría instituir un heredero condicional, nombrando a un no concebido como tal, siempre que llegue a nacer).